# 威廉斯堡 (喬治亞州克林奇縣)
威廉斯堡（英語：Williamsburg）是位於美國喬治亞州克林奇縣的一個非建制地區。該地的面積和人口皆未知。

## 地理
威廉斯堡的座標為30°46′58″N 82°30′45″W / 30.78278°N 82.51250°W，而該地的平均海拔高度為37米（即121英尺）。